# A Treasure
A Treasure je koncertní album Neila Younga. Album vyšlo 14. června 2011 u Reprise Records. Album produkovali Ben Keith a Neil Young. Na albu jsou skladby z Youngova amerického turné z let 1984-1985.

## Seznam skladeb
| Pořadí         | Název                           | Autor                      | Délka |
| -------------- | ------------------------------- | -------------------------- | ----- |
| 1.             | Amber Jean                      | Neil Young                 | 3:17  |
| 2.             | Are You Ready for the Country   | Young                      | 3:39  |
| 3.             | It Might Have Been              | Ronnie Green, Harriet Kane | 2:43  |
| 4.             | Bound for Glory                 | Young                      | 5:59  |
| 5.             | Let Your Fingers Do the Walking | Young                      | 3:03  |
| 6.             | Flying on the Ground Is Wrong   | Young                      | 4:48  |
| 7.             | Motor City                      | Young                      | 3:22  |
| 8.             | Soul of a Woman                 | Young                      | 4:28  |
| 9.             | Get Back to the Country         | Young                      | 2:31  |
| 10.            | Southern Pacific                | Young                      | 7:53  |
| 11.            | Nothing Is Perfect              | Young                      | 5:02  |
| 12.            | Grey Riders                     | Young                      | 5:58  |
| Celková délka: | Celková délka:                  | Celková délka:             | 52:43 |

## Sestava
- Neil Young – kytara, zpěv
- Ben Keith – pedálová steel kytara, kytara, zpěv
- Anthony Crawford – kytara, banjo, zpěv
- Rufus Thibodeaux – housle
- Spooner Oldham – piáno
- Tim Drummond – baskytara
- Karl T. Himmel – bicí
- Hargus „Pig“ Robbins – piáno (skladby 10, 11, 12)
- Joe Allen – baskytara (skladby 10, 11, 12)
- Matraca Berg – doprovodný zpěv (skladba 11)
- Tracy Nelson – doprovodný zpěv (skladba 11)